# Ylitornio

Huy hiệu Ylitornio

Ylitornio (tiếng Sami Bắc: Badje-Duortnus; tiếng Thụy Điển: Övertorneå) là một đô thị của Phần Lan.
Đô thị này nằm ở tỉnh Lapland. Dân số là 5.314 người (2003) với diện tích là 2.207,18 km² trong đó 183,69 km² là diện tích mặt nước. Mật độ dân số là 2,6 người mỗi km².
Đây là đô thị chỉ sử dụng tiếng Phần Lan.